# Paolo Abriani
Paolo Abriani (Vicenza, 1607 – Venezia, 1699) è stato un religioso, poeta e traduttore italiano, a venti anni entrò nell'Ordine carmelitano, dove studiò filosofia, filologia, teologia e prese il nome di Francesco.

## Biografia
Fu un poeta marinista. Si esercitò nella predicazione e, nel 1638, divenne Maestro; ebbe la reggenza di Cremolino, diocesi di Acqui e poi quella di Genova, Verona, Padova e Vicenza. Dopo il 1654 uscì dal suo ordine e, come prete, riprese il nome di Paolo.
Tradusse le Odi e l'Ars poetica di Quinto Orazio Flacco, stampata dal Valvasense nel 1687 a Venezia e la Pharsalia di Marco Anneo Lucano. Lasciò due libretti di lettere, il Vaglio e un'aggiunta di mille e più voci al Memoriale della lingua di Jacopo Pergamini, il primo dizionario europeo moderno fornito di definizioni, che Abriani completò con autori moderni da Claudio Achillini a Daniello Bartoli, da Fulvio Testi a Girolamo Graziani.
Le sue prove più valide sono considerate le traduzioni di Orazio (Arte poetica e Ode) e di Lucano (Farsalia).
«Come traduttore, è cosa notevole che sia talora da rimproverargli la troppo letterale fedeltà, quando erano in uso lunghe parafrasi che diluivano il testo miseramente. Nel suo Orazio, senza trovar tutto bello, credo però difficile e assai difficile il far meglio; se poi si guardi alla metrica, egli è il primo, noto fino ad ora, che abbia messo fuori un volume di odi barbare; e, se non altro, nella storia dei tentativi per accostarsi ai metri antichi, a lui spetta un posto principalissimo»
In piena epoca barocca, Abriani inaugura un modo nuovo di rendere i classici, lontano dal metodo parafrastico del tradurre fatto di abbellimenti gratuiti, di aggiunte, di variazioni che aveva caratterizzato i volgarizzamenti di Virgilio e Ovidio del medio e del tardo Cinquecento ed estraneo alla competizione a oltranza col testo antico realizzata, sul piano della lingua, del verso e dello stile, dalla traduzione del primo Seicento. «Pur senza condannarle, riconoscendone anzi in alcuni casi la piacevolezza e l’eccellenza dei risultati, egli delegittima come non-traduzioni l’«espositioni parafrastiche» che tanto credito trovavano presso i volgarizzatori contemporanei dei classici greci e latini, o inclini a portare alle estreme conseguenze la pratica cinquecentesca dell’orator assai più che a obbedire alle istanze della brevitas, sperimentando in proprio le nuove modalità del tradurre inaugurate in Italia fin dal 1637 da Bernardo Davanzati nella resa di Tacito.» La sua Arte poetica d’Horatio, pubblicata con testo latino a fronte nel 1663 (Venezia, Valvasense), come anche le Ode del 1680 che la ristampano (pure Venezia, Valvasense), sono volte a riprendere il poeta latino «nella sua purità», riformulandone il dettato in un «ordine di metro» simile e in «egual numero di sillabe, e sovente minore». Sobrie ed eleganti le traduzioni, connotate da modesti compensi esornativi e da lievi mutamenti formali. L’Arte poetica, nella princeps del ‘63, è preceduta da un’epistola dedicatoria a Camillo Pamphili e ai figli di lui, Giovanni Battista e Benedetto, e seguita da quaranta brevi Annotazioni, che non verranno riproposte nella ristampa dell’80 e che vedono il poeta vicentino assumere in parte anche le vesti dello “spositore”, impegnato in spiegazioni sintetiche di singoli luoghi oraziani, nel glossare lessemi, nell’azzardare etimologie. La maniera tenuta dall’Abriani nel rendere Orazio «nella sua purità» verrà del tutto rimossa dai volgarizzatori degli ultimi decenni del Seicento, che si atterranno alla prassi barocca guardata con sospetto dal poeta vicentino, aderendo in tutto e per tutto a quel metodo parafrastico del tradurre, migliorando l’originale e anzi competendo con esso, che egli aveva mostrato di rifiutare opponendogli misure discrete e classiche di scrittura. A quel metodo si ispirano, nella traduzione poetica oraziana, le Poesie liriche di Federigo Nomi, le Ode di Antonio Cappone e l’Arte poetica moralizzata di Loreto Mattei.

## Opere
- Fonghi, discorsi accademici, Venezia, per Gio. Giacomo Hertz, 1657.
- Il Vaglio, risposte apologetiche alle osservazioni del Padre Veglia sopra il Goffredo del Tasso, Venezia, F. Valuasense, 1662.

## Traduzioni
- L'arte poetica d'Horatio tradotta, Venezia, per Francesco Valuasense, 1663.
- La guerra ciuile, ouero Farsaglia di M. Anneo Lucano, Venezia, per Gio. Battista Catani, 1668.
- Odi di Horatio con la ristampa della poetica, Venezia, Gio. Francesco Valuasense, 1680.